# Josune Bereziartu
Josune Bereziartu est une grimpeuse basque espagnole née le 19 janvier 1972 à Lazkao dans la province du Guipuscoa en Espagne.
Elle est surtout célèbre pour avoir été, dès 2002, la première femme (elles sont quatre en 2013 avec Charlotte Durif, Sasha DiGiulian et Muriel Sarkany, plus d'une dizaine en 2017) à avoir réussi une voie dans le 9e degré, Bain de Sang 9a/5.14d, à Saint-Loup en Suisse.

## Carrière
Débutant très tôt l'escalade, Josune commence à se faire une première réputation dans le milieu des compétitions officielles. Elle se tourne pourtant progressivement vers la difficulté extrême en falaise, où elle va particulièrement se distinguer.
Elle réalise de nombreuses premières. En 1998, elle est la première femme à réussir un 8c : Honky Tonky. En 2000, elle est toujours la première à réussir un 8c+ : Honky Tonky Mix.
En 2002, elle est la première femme à réussir un 9a : Bain de Sang ouvert par Fred Nicole à Saint-Loup en Suisse. Cette performance attirera quelques contestations dans le milieu de l'escalade, certains grimpeurs (notamment Iker Pou) considérant que Bain de Sang est un 9a plutôt "facile". Néanmoins, la voie n'a pas été décotée depuis, et elle reste la première femme à avoir atteint le 9e degré (plus de dix ans après le premier homme, Wolfgang Güllich en 1991).
En 2004, elle réalise son second 9a : Logical Progression puis en 2005, atteint même un niveau supérieur avec Bimbaluna côté 9a/9a+ en Suisse.
Elle devient aussi la première femme à enchaîner une voie cotée 8b+ à vue: Hidrofobia, la meilleure performance masculine à vue étant 9a par Alexander Megos en 2013.
Elle a pour compagnon Rikar Otegui, autre grimpeur de haut niveau basque, ayant plusieurs 9a à son actif.

## Ascensions notables

### À vue
| Nom               | Site                   | Date       | Commentaires |
| ----------------- | ---------------------- | ---------- | ------------ |
| Fly and the tox   | Bauchet, France        | 1997       | 8a           |
| Bon Viatge        | Terradets, Espagne     | 01/04/2000 | 8a+          |
| Naska             | Apellaniz, Espagne     | 01/10/2001 | 8a+          |
| Déversé Satanique | Gorges du Loup, France | 15/10/2001 | 8a+          |
| Karazishi botan   | Futagoyama, Japon      | 08/12/2004 | 8a+          |

| Nom                 | Site                           | Date       | Commentaires        |
| ------------------- | ------------------------------ | ---------- | ------------------- |
| Steroid Performance | Hourai, Japon                  | 08/12/2004 | 8b                  |
| La réserve          | Saint-Léger-du-Ventoux, France | 01/10/2005 | 8b                  |
| Fuente de energia   | Vadiello, Espagne              | 01/11/2005 | 3e 8b féminin à vue |
| Hydrophobia         | Montsant (La Morera), Espagne  | 14/04/2006 | 8b+                 |

### Après travail
| Nom            | Site                           | Date | Commentaires            |
| -------------- | ------------------------------ | ---- | ----------------------- |
| Acción Mutante | Araotz, Espagne                | 1995 | 8a+ historique          |
| Fetutxini      | Kanpezu (el convento), Espagne | 1996 | 1e 8b+ féminin espagnol |

| Nom                                              | Site                           | Date       | Commentaires      |
| ------------------------------------------------ | ------------------------------ | ---------- | ----------------- |
| Honky Tonky                                      | Araotz, Espagne                | 01/04/1998 | 1e 8c féminin     |
| White zombie                                     | Baltoza, Espagne               | 09/05/1999 | 2e 8c féminin     |
| Ras                                              | Baltoza, Espagne               | 20/05/1999 | 3e 8c féminin     |
| Honky mix (Honky Tonky + Magic Eye)              | Araotz, Espagne                | 30/06/2000 | 1e 8c+ féminin    |
| La ultima aldea gala                             | Kanpezu (el convento), Espagne | 10/05/2001 | 8c historique     |
| Welcome to tijuana                               | Rodellar, Espagne              | 21/05/2001 | 4e 8c féminin     |
| Azken baso-Oilarra (Ultima aldea Gala+Fetuccini) | Kanpezu (el convento), Espagne | 05/10/2001 | 2e 8c/8c+ féminin |
| Noïa                                             | Andonno, Italie                | 18/10/2001 | 2e 8c+ féminin    |
| Last soul sacrifice                              | Gorges du Loup, France         | 20/10/2001 | 8c                |
| Total Eclatch                                    | Gorges du Loup, France         | 20/10/2001 | 8c                |
| Macumba Club                                     | Orgon, France                  | 18/05/2002 | 8c                |
| Les Spécialistes direct                          | Gorges du Verdon, France       | 20/10/2002 | 8c                |
| Baltozita                                        | Baltoza, Espagne               | 20/04/2003 | 8c                |
| Tsunami                                          | Alquezar, Espagne              | 08/11/2003 | 3e 8c/8c+ féminin |
| Nowa                                             | Vadiello, Espagne              | 15/04/2004 | 8c                |
| Psicosis                                         | Alquezar, Espagne              | 15/04/2004 | 8c                |
| Pata negra                                       | Rodellar, Espagne              | 06/06/2004 | 8c                |
| Mafias                                           | Kanpezu (el convento), Espagne | 26/11/2006 | 8c                |
| Mandrágora                                       | Araotz, Espagne                | 20/02/2007 | 8c                |
| Powerade (Nowa + voie de droite)                 | Vadiello, Espagne              | 21/05/2007 | 4e 8c+ féminin    |

| Nom                 | Site               | Date       | Commentaires      |
| ------------------- | ------------------ | ---------- | ----------------- |
| Bain de Sang        | Saint-Loup, Suisse | 29/10/2002 | 1e 9a féminin     |
| Logical progression | Jo Yama, Japon     | 24/11/2004 | 2e 9a féminin     |
| Bimbaluna           | Saint-Loup, Suisse | 09/05/2005 | 1e 9a/9a+ féminin |

### Bloc
| Nom     | Site              | Date       | Commentaires                                                            |
| ------- | ----------------- | ---------- | ----------------------------------------------------------------------- |
| Berezi  | Larraona, Espagne | 2000       | 3e femme, après Catherine Miquel et Dany Riche, à grimper un 8A en bloc |
| Solaris | Baltoza, Espagne  | 15/04/2003 | 8A+                                                                     |

## Récompenses
En 2005, elle fait partie du top 5 des élites aventurières par National Geographic pour « avoir grimpé là où aucune autre femme n'est allée auparavant ». Lors du premier Arco Rock Legend en 2006, elle reçoit le Salewa Rock Award qui récompense le grimpeur pour ses performances en falaise.